# IBK Boden
IBK Boden är en innebandyklubb i Boden i Sverige. Klubben har haft ett lag i Elitserien i innebandy för damer. Klubben bildades från början 1987 men låg sedan på is några år innan den återbildades 1995. IBK Bodens damlag kvalificerade sig för Elitserien till säsongen 1998/1999 efter att säsongen innan besegrat Öjebyns IBF i sista matchen. Bästa resultat är en semifinalplacering från säsongen 2003/204 då man blev utslaget av Södertälje IBK med 2-0 i matcher. Efter säsongen 2008/2009 låg damlaget på tolfte plats i elitseriens maratontabell med 79 segrar på 206 matcher i högsta serien.
2011 hade herrlaget fallt mot Division 2.